# Liste der Bürgermeister von Steinfeld (Pfalz)
Die Liste der Bürgermeister von Steinfeld (Pfalz) umfasst alle Bürgermeister, die seit 1793 die Ortsgemeinde Steinfeld (Pfalz) regierten.
- 1793–1795 Jakob Stümpf
- 1796–1797 Mathes Gast
- 1797–1800 Georg Charré (auch Scharre)
- 1800–1812 Mathes Nist
- 1812–1815 Johann Adam Bast
- 1815–1819 Johann Andreas Boxleydner (Schullehrer)
- 1819–1835 Wendel Kornmann
- 1835–1848 Georg Heinrich
- 1848–1857 Cornelius Labbe
- 1857–1868 Bernhard Schuler
- 1868–1875 Philip Kuntz
- 1875–1885 Jakob Wilhelm
- 1885–1895 Kaspar Paul
- 1895–1900 Martin Vogel
- 1900–1905 Georg Vogel
- 1905–1920 Martin Vogel II
- 1920–1932 Franz Kuntz (Unterbrechung vom 18. Januar bis 1. März 1924)
- 1932–1938 Cornelius Bast
- 1938–1945 Fritz Kirch (Bürgermeisterei)
- 1945–Kriegsende Fritz Henninger (komm.)
- 1945–1946 Cornelius Bast
- 1946–1970 Ludwig Wißmeier, CDU
- 1970–1989 Willi Gerdon, CDU
- 1989–1994 Kurt Beck, SPD[1][2]
- 1994–2014 Marie Thérèse Müller, SPD[3]
- 2014–2019 Marc Steinbrecher, CDU[4]
- 2019–2024 Matthias Neufeld, CDU[5][6]
- seit 2024 Diana Nowak, CDU[6]